# 奉天英美烟草公司
奉天英美烟草公司是英美烟草公司于1908年在奉天商埠地设立的分公司，其工厂旧址位于辽宁省沈阳市和平区和平北大街26号，现为辽宁卷烟工业史馆使用。办事处旧址位于辽宁省沈阳市沈河区小西路64-8号，现为沈阳市文物保护单位。

## 历史
1904年，英美烟草公司在中国东北地区拓展业务，委托老晋隆洋行销售卷烟。1908年，奉天英美烟草公司正式在沈阳成立并开设卷烟工厂。陈为人、刘少奇等中国共产党领导人曾在英美烟草公司组织活动。